# Anjouan

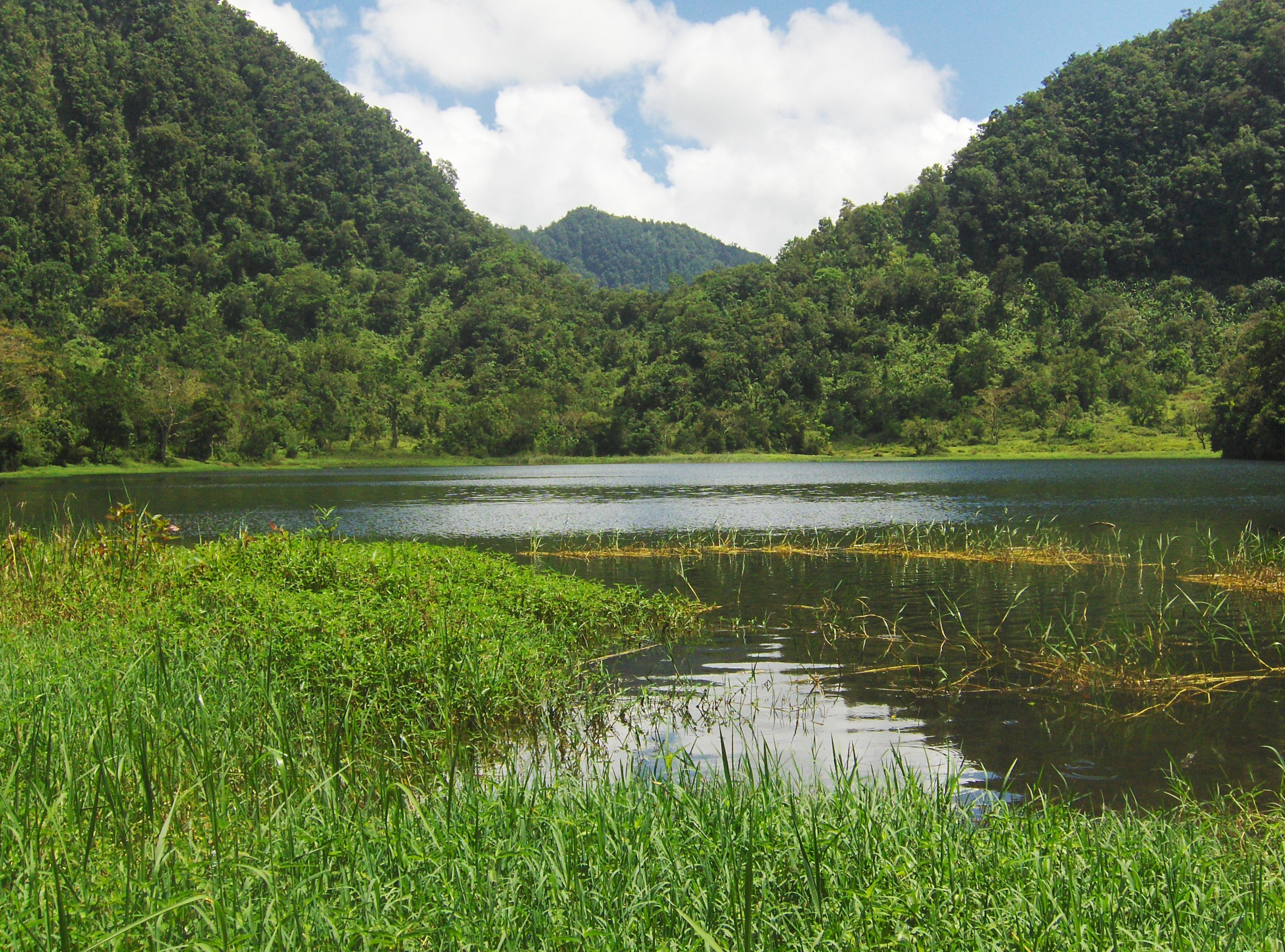
Jezioro Dzialandzé na wyspie Anjouan

Anjouan (Nzwani, fr. Anjouan, kom. Ndzuwani) – wyspa położona w archipelagu Komorów, część składowa Związku Komorów. Położenie geograficzne 12°15′00″S 44°25′00″E/-12,250000 44,416667, powierzchnia 424 km², wysokość 1595 m n.p.m., liczba ludności: 283,5 tys. (szacunkowo: VII 2009), gęstość zaludnienia 668,6 osób/km². Stolicą jest Mutsamudu, liczące 21,6 tys. mieszkańców (szacunkowo: VII 2002)

## Miasta
Ważniejsze miasta wyspy (ludność szacunkowo: VII 2002 lub 2009) o ludności powyżej 5 tys. mieszkańców.
- Mutsamudu 21 558 mieszkańców
- Domoni 13 254
- Ongoujou 11 413
- Adda-Douéni 10 858
- Tsembehou 10 552
- Sima 9476
- Ouani 9298
- Mirontsi 9288
- Bazimini 8952
- Koni-Djodjo 8876
- Moya 8242
- Dzindri 7816
- Ngandzale 7484
- Barakani 6665
- Mbambao Mtsanga 6220
- Chandra 6179
- Mramani(inne języki) 5611
- Koki(inne języki) 5396
- Jimlimi(inne języki) 5335
- Mrémani 5291

## Historia
Pierwsi mieszkańcy Anjouan (przedstawiciele ludów austronezyjskich) prawdopodobnie przybyli z Indonezji około VIII wieku. Od początku XVI wieku niezależny sułtanat założony przez Arabów z Hadramautu, od 1886 r. pod protektoratem Francji. W 1912 r. anektowana przez Francję. Od 1976 r. część Komorów. W 1997 r. Anjouan ogłosiło odłączenie się od Komorów i utworzenie niezależnego państwa. Niepodległość Anjouan nie została uznana na arenie międzynarodowej. Na mocy porozumienia zawartego w marcu 2002, Anjouan powróciło w skład Komorów, zachowując jednak szeroką autonomię (własny prezydent, parlament i ministerstwa, własna polityka wewnętrzna).
W kwietniu 2007 roku ponownie doszło do secesji Anjouan.
W marcu 2008 rząd federalny przy pomocy oddziałów Unii Afrykańskiej stłumił bunt. W następstwie pacyfikacji, rząd w Moroni obniżył poziom autonomii wyspy, między innymi usuwając stanowisko prezydenta.

## Przywódcy Anjouan

### Prezydenci (1997–2009)
- Foundi Abdallah Ibrahim (1997–1999)
- Said Abeid (1999–2001)
- Mohamed Bacar (2001–2007)
- Kaambi Houmadi (2007) (tymczasowo)
- Dhoihirou Halidi (2007) (podczas secesji)
- Mohamed Bacar (2007–2008) (podczas secesji)
- Ikililou Dhoinine (2008) (tymczasowo)
- Lailizamane Abdou Cheik (2008) (tymczasowo)
- Moussa Toybou (2008–2009)

### Gubernatorzy (2009–obecnie)
- Moussa Toybou (2009–2011)
- Anissi Chamsidine (2011–2016)
- Abdou Salami Abdou (2016–2019) (aresztowany w 2018)
- Abdallah Mohamed (2018–2019) (wykonując obowiązki aresztowanego gubernatora)
- Anissi Chamsidine (2019–2024)
- Zaidou Youssouf (2024–obecnie[4])